# Royal Tramp 2
Série
Royal Tramp
(1992)
Pour plus de détails, voir Fiche technique et Distribution.
Royal Tramp 2 (鹿鼎记II神龙教, Lu ding ji II zhi shen long jiao) est une comédie hongkongaise écrite et réalisée par Wong Jing et sortie en 1992 à Hong Kong. Le scénario est adapté du roman Le Cerf et le Tripode de Louis Cha.
Suite de Royal Tramp, sorti deux mois plus tôt, elle est un gros succès avec 36 583 964 HK$ de recettes au box-office.

## Synopsis
La fausse impératrice rentre au repaire de la secte du Dragon divin afin de rendre des comptes à sa maîtresse puisque sa dernière mission a échoué à cause de Wai Siu-Bo. Clémente, celle-ci lui transmet sa charge et lui donne une nouvelle mission : protéger le fils du général Wu Sangui le Pacificateur, Ng Ying Hung, qui doit rencontrer à la capitale l'Empereur Ning. Mais elle doit pour cela changer d’apparence et devient Long Er (Brigitte Lin). 
Pendant ce temps-là, dans une auberge de la capitale, Wai Siu-Bo est attaqué par deux jumelles, disciples de la Nonne manchote. Mais il réussit à s'en sortir en dupant ses deux adversaires. Il se fait passer pour le Vincible de l'Ouest, un célèbre et loyal sabreur.

## Fiche technique
- Titre : Royal Tramp 2
- Titre original : Lu ding ji II zhi shen long jiao (鹿鼎记II神龙教)
- Réalisation : Wong Jing et Gordon Chan (non crédité)
- Scénario : Wong Jing
- Production : Stephen Shiu et Jimmy Heung
- Musique : Wu Wai Lap
- Photographie : Henry Chan
- Montage : Chun Yue
- Pays d'origine : Hong Kong
- Format : Couleurs - 1,85:1 - Stéréo - 35 mm
- Genre : Comédie d'action, Kung-fu
- Durée : 97 minutes
- Date de sortie :
  - Hong Kong : 24 septembre 1992

## Distribution
- Stephen Chow : Wai Siu-Bo
- Man Cheung : L'impératrice
- Deric Wan : L'empereur Ning
- Chingmy Yau : La princesse Kim Ning
- Damian Lau : Maître de la société secrète du Ciel et de la Terre
- Helen Ma : La Nonne manchote
- Sandra Ng : La sœur de Wai Siu-Bo
- Michelle Reis : Une des deux jumelles
- Fennie Yuen : L'autre jumelle
- Ken Tong : Ng Ying Hung
- Nat Chan : Duran
- Paul Chu : Ng Sam Kwai
- Brigitte Lin : Long Er

## Récompenses
- Nomination au prix des meilleures chorégraphies (Ching Siu-Tung), meilleure direction artistique (Jason Mok) et meilleurs costumes et maquillages (Chung Man Yee et Shirley Chan), lors des Hong Kong Film Awards 1993.